# Margarete Weißkirchner

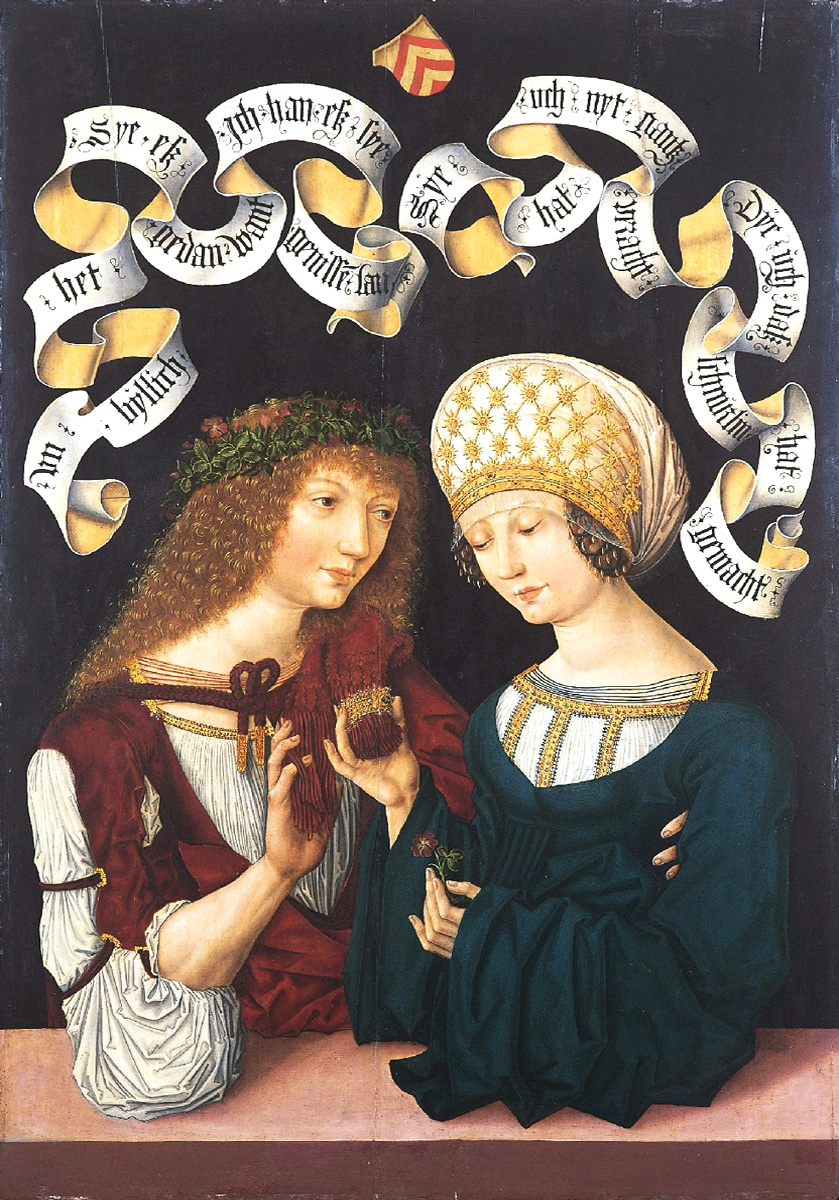
Margarete Weißkirchner och Philip I av Hanau-Münzenberg

Margarete Weißkirchner, född 1460, död 1500, var mätress till Filip I av Hanau-Münzenberg. Paret levde öppet tillsammans efter Filips första hustrus död 1477, men förhållandet beskrevs inte så som det mellan en monark och hans mätress, utan tycks ha accepterats som ett civilt äktenskap utan vigsel. Hon kallades dock officiellt för mätress, trots att det inte var så relationen uppfattades i socialt avseende. 